# لونکوسور
لونکوسور(نام علمی: Loncosaurus argentinus) نام یک گونه از راسته پرنده‌کفلان است.